# Camponotus semirufus
Camponotus semirufus é uma espécie de inseto do gênero Camponotus, pertencente à família Formicidae.